# Микола Небесник
Микола Михайлович Небесник (1912—2002) — український та словацький педагог і самодіяльний живописець.

## Життєпис
Народився 20 жовтня 1912 року в сім'ї хлібороба в с. Дравці (тепер м. Ужгород). Його батько Михайло Небесник походив із с. Коромля (Собранецький район Словацької республіки), загинув на італійському фронті Першої світової війни. Мати майбутнього педагога — Верона Пайкош народилася в с. Дравці, рано померла, тому вихованням та освітою майбутнього педагога займався його старший брат Михайло Небесник (1899—1986).
Микола Небесник закінчив 4-річну школу в с. Дравці та 8 річну гімназію в місті Ужгороді. Особливе захоплення в нього викликали заняття малюнком під керівництвом знаменитого педагога та митця — Йосипа Бокшая. По завершенню навчання в гімназії М. Небесник став студентом Карлового університету в Празі, де вивчав українську та французьку мови і фізкультуру. Брав активну участь у студентському самоврядуванні. У Празі познайомився із письменником Іваном Ольбрахтом, якому давав уроки української мови.
Протягом навчання у Празі Микола Небесник відвідував художні виставки, цікавився образотворчим мистецтвом.
Отримавши диплом про вищу освіту став викладачем Хустської гімназії на Підкарпатській Русі (1936—1939). Після окупації краю хортистською Угорщиною, працював у руській гімназії м. Мукачево (до 1945 р.). З обранням Народної ради Закарпатської України і прийняття рішення про возз'єднання із Радянською Україною уповноважений НРЗУ в справах освіти призначив Миколу Небесника директором Ужгородської вчительської семінарії з українською мовою навчання. Водночас з ідеологічних причин він був заарештований органами безпеки, а потім відпущений після звернення брата Михайла до представників влади.
З початком 1945 року під час формування кордону поблизу Ужгорода між Чехословаччиною та Радянським Союзом (у його складі Закарпатська Україна) Микола Небесник переїхав у с. Коромлю до сім'ї свого батька, де в місцевій школі розпочав педагогічну діяльність.
Після вчителювання у селах Коромля та Порубка 1949 року був переведений до гімназії м. Собранці. Протягом 1953—1961 років був директором, а протягом 1961—1968 років заступником директора Собранецької гімназії (згодом одинадцятирічної школи). Як викладач проводив заняття з філології та фізкультури, захоплювався живописом пам'ятаючи з юності студії із Йосипом Бокшаєм. Микола Небесник підтримував дружні стосунки із професійними художниками Словаччини — Мілкою Лакомою та учнем Адальберта Ерделі професором кафедри образотворчого мистецтва педагогічного факультету в Пряшеві Степаном Гапаком. В Україні М. Небесник тісно співпрацював із учнями Йосипа Бокшая — Володимиром Микитою та Антоном Кашшаєм.
Виставки творів Миколи Небесника відбувалися в Східній Словаччині у 1972, 1977, 1982, 1987, 1997 роках.
Микола Небесник помер 30 січня 2002 року у віці 89 років. Похований у м. Собранці.
Микола Небесник став одним із перших представників династії закарпатської родини педагогів, до якої також належать Небесник І. М., Небесник І. І. та Небесник І. І. (молодший).